# Mboro (Cameroun)
Ne pas confondre avec Mboro au Sénégal.
Mboro est une localité située dans la région du Sud du Cameroun dans le département de l'Océan à 35 km de Kribi. 

## Économie
La localité fait partie du site du port en eaux profondes de Kribi. Une autoroute en construction relie Kribi au port général de Mboro qui se situe après le port minéralier de Lolabé .